# 原始比目鱼属
原始比目鱼属（学名：Heteronectes）是鲽形目的一属。科的地位未定。

## 下属物种
本属包括以下物种：
- †原始比目鱼 Heteronectes chaneti Friedman, 2008